# Picus viridanus
Picus viridanus е вид птица от семейство Picidae.

## Разпространение
Видът е разпространен в Бангладеш, Малайзия, Мианмар и Тайланд.